# Strahinja Pavlović
Strahinja Pavlović (em sérvio:  Страхиња Павловић; Šabac - 24 de maio de 2001) é um futebolista sérvio que joga como zagueiro. Atualmente defende o Milan.

## Carreira
Ele foi promovido à primeira equipe pelo técnico Zoran Mirković antes dos preparativos de inverno para a segunda metade da temporada.
No início da temporada 2019–20, Pavlović se confirmou como titular regular, formando uma parceria defensiva central com o experiente Bojan Ostojić. Ele estava perto de assinar com o clube italiano Lazio perto do final da janela de transferências de verão. No entanto, as negociações falharam e Pavlović assinou um novo contrato de cinco anos com o Partizan. Ele marcou seu primeiro gol na carreira em uma polêmica derrota por 2 a 1 na liga em casa para o Voždovac em 6 de outubro.

### Mônaco
Em 18 de dezembro de 2019, foi oficialmente anunciado que o Partizan e o Mônaco haviam concordado com os termos da transferência de Pavlović na próxima janela de transferências de inverno. Pavlović permaneceria emprestado ao Partizan até junho de 2020.

#### 2021–22: Empréstimo ao Basel
Depois de fazer 11 partidas pelo Mônaco em todas as competições na primeira metade da temporada 2021-22, em 16 de fevereiro de 2022, Pavlović foi emprestado ao Basel, na Suíça, até o final da temporada. Pavlović juntou-se à primeira equipe do Basel na temporada 2021-22 sob o comando do técnico Patrick Rahmen. Ele fez sua estreia na liga nacional pelo clube no jogo em casa no St. Jakob-Park em 19 de fevereiro de 2022, quando o Basel venceu por 3 a 0 o Lausanne-Sport. Durante o curto período de empréstimo ao clube, Pavlović disputou um total de 11 partidas pelo Basel sem marcar um gol. 10 desses jogos foram na Liga Nacional A e o outro foi um amistoso.

## carreira internacional
Pela Sérvia jogou nas categorias sub-17 e sub-19. Ele fez sua estreia na seleção nacional de sub-21 em 6 de setembro de 2019, jogando os 90 minutos completos na derrota por 1 a 0 fora de casa contra a Rússia nas eliminatórias para o Campeonato da Europa de Sub-21 de 2021.
Ele fez sua estreia na equipe principal em 3 de setembro de 2020, quando foi titular em um jogo fora de casa da Liga das Nações da UEFA de 2020-21 contra a Rússia.

## estilo de jogo
Joga na defesa-central canhoto, conhecido pela força física e estilo de defesa agressivo. Ele foi elogiado por sua mentalidade forte, mas também criticado devido à má consciência posicional. Uma de suas marcas registradas ofensivamente é correr com a bola pelo meio.
| time nacional | Ano   | aplicativos | Metas |
| ------------- | ----- | ----------- | ----- |
| Sérvia        | 2020  | 4           | 0     |
| Sérvia        | 2021  | 11          | 1     |
| Sérvia        | 2022  | 6           | 0     |
| Total         | Total | 21          | 1     |

| Nº. | Encontro           | Local                              | Boné | Oponente | Pontuação | Resultado | Concorrência |
| --- | ------------------ | ---------------------------------- | ---- | -------- | --------- | --------- | ------------ |
| 1   | 7 de junho de 2021 | Miki Athletic Stadium, Miki, Japão | 8    | Jamaica  | 1–1       | 1–1       | Amigáveis    |

## Títulos
Partizan
- Copa da Sérvia: 2018–19

Red Bull Salzburg
- Campeonato Austríaco: 2022–23

Milan
- Supercopa da Itália: 2024